# Peří

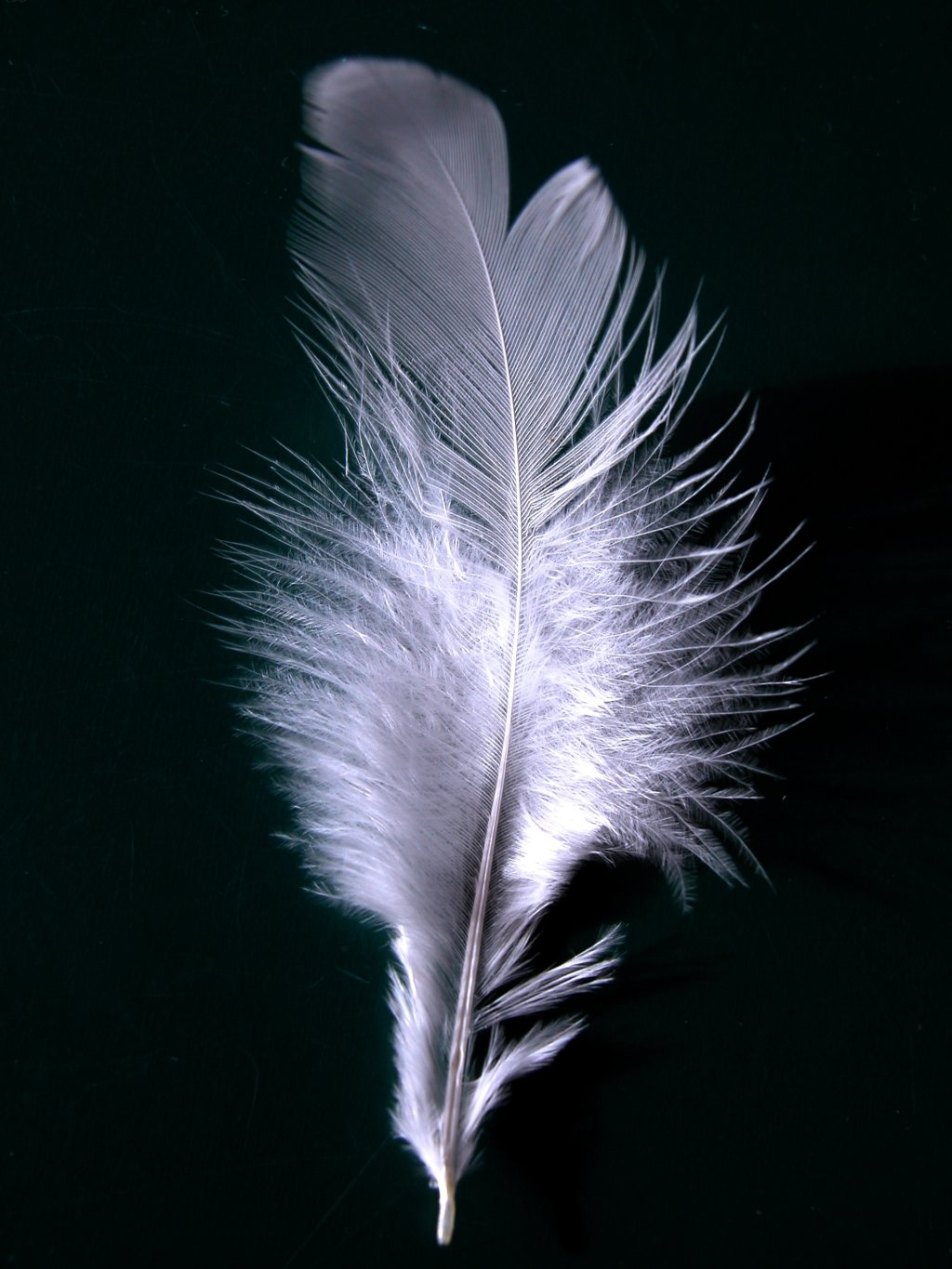
Peří

Peří (lat. pennae) či opeření je tělní pokryv ptáků, u kterých představuje jeden ze základních morfologických znaků. Opeření se objevilo i u mnoha dinosaurů. Peří je složeno z jednotlivých per, což je kožní derivát tvořený zrohovatělou pokožkou.
Peří je pro ptáky naprosto nezbytné. Je účinným tepelným izolantem a umožňuje tak ptákům udržovat jejich vysokou tělesnou teplotu. Také tvoří konturu ptačího těla, plochu křídel a ocasu a zároveň je velmi lehké – peří umožňuje ptákům let. Barva peří a opeření těla je významným druhově specifickým znakem a u mnoha druhů patří rozdíly v barvě peří ke znakům pohlavního dimorfismu.

## Evoluce
První jednoduché, vláknité „proto-peří“ se objevilo již u vývojově primitivních teropodních dinosaurů, protože podle současných poznatků jsou ptáci jednou ze specializovaných skupin teropodních dinosaurů z kladu Maniraptora. Nejstarší dosud objevené přímé fosilní doklady pocházejí z období střední jury (asi před 170 miliony let). Svojí strukturou se peří většiny „neptačích“ dinosaurů lišilo od obrysového peří moderních ptáků, je proto možné, že druhohorní opeření dinosauři nebyli schopni aktivního letu (ale spíše jen klouzavého letu v podobě snášení se z vyvýšených míst k zemi).
V období druhohor již bylo peří teropodních dinosaurů a jejich ptačích potomků značně morfologicky diverzifikované. Existovalo několik typů per, které se svojí stavbou a tvarem lišilo od peří současných ptáků. Pravděpodobný vznik a vývoj těchto typů per pomohly objasnit paleontologické objevy a zejména fosilie z křídového jantaru z Myanmaru.

## Typy peří
Opeření dospělých ptáků je dvouvrstevné – na povrchu se nachází vrstva krycího peří, pod ní je pak hluboká péřová vrstva tvořená prachovitým, prachovým, štětečkovitým nebo vlasovým peřím, která má hlavně termoregulační funkci. Jednotlivé druhy peří se od sebe liší vzhledem, velikostí, stavbou i uspořádáním a jsou základními typy ptačího peří. Kromě těchto typů se u některých ptáků vyvinulo štětinovité peří, u tučňáků je krycí peří změněno do podoby tuhých šupin, u běžců zase došlo k redukci praporu obrysových per.

### Krycí peří
Krycí peří (lat. pennae contourae generales) tvoří vnější vrstvu ptačího opeření. Pokrývá celý povrch těla a určuje jeho obrys, na určitých částech těla také došlo ke specializaci krycích per v souvislosti s létáním. Krycí peří je tvořeno obrysovými pery s pevnými prapory.
Během postnatálního vývoje ptáků narůstá nejprve prachový šat mláďat – pápěří (neoptile). Narůstá zpravidla jen na určitých místech těla, zvaných pernice (pterylae), mezi nimiž jsou neopeřené nažiny (apteriae). V průběhu vývoje peří se zvyšuje metabolismus ptáků až o 30 %, což se projevuje jak zvýšenými nároky na výživu, tak i zvýšenou vnímavostí ke stresorům. Opeření dospělých (teleoptile) je tvořeno obrysovými a prachovými pery.
Obrysová pera (pennae contourae) mají všichni ptáci, pera prachová jen někteří. Osu obrysového pera tvoří centrální stvol (scapus), po jehož stranách je prapor (vexillum). Horní, plná část stvolu nesoucí prapor je osten (rhachis). Osten má vrstvu korovou a dřeňovou. Korová vrstva je tvořena zrohovatělými, plochými, bezjadernými buňkami. Je velmi pevná, pružná a uvnitř vyztužená podélnými ostrými lištami. Dřeň ostnu se skládá z řad zrohovatělých epitelových buněk, obsahujících dutinky naplněné vzduchem. Spodní, dutá část stvolu, jež zakotvuje pero v kůži a nenese prapor, je brk (calamus). Má válcovitý tvar, je průsvitný a jeho stěna je tvořena, podobně jako u ostnu, plochými bezjadernými buňkami. V období růstu je brk vyplněn vazivovou pulpou, po dozrání brku vzniká tzv. brková duše. Brk je v kůži zanořen v perovém váčku (folliculus pennae), který se skládá z epitelové pochvy (blíže k peru) a z vazivové pochvy, jež tvoří pouzdro folikulu. Kolem vazivové pochvy obrysových per jsou hladké svaly, které slouží k ovládání pera. Prapor tvoří větve (rami) vyrůstající v jedné rovině na obě strany ostnu. Z každé větve vyrůstají opět v téže rovině na obě strany paprsky (radii); paprsky horní řady, tj. směřující ke špičce pera, jsou opatřeny háčky (hamuli) a dalšími mikrostrukturami (brvy, cilie) a pevně se zachycují za jednodušeji stavěné paprsky spodní řady – tím vzniká souvislá plocha praporu. Prapor pera pštrosa, emu a nandu nemá paprsky s háčky.
Krycí pera se zpravidla zakládají dvouvětevně, přičemž vedlejší část, tzv. paosten (hyporhachis), přisedá na ventrální straně pera, nese vždy měkké větve a paprsky a bývá zpravidla kratší. U některých ptáků se mohou také vyskytovat různá okrasná pera, která jsou nejčastěji přeměněnými pery krycími, případně rýdovacími.

#### Specializovaná pera
S vývojem letu se některá obrysová pera funkčně specializovala: nejvýraznější je tato specializace na křídlech a na ocasu ptáka. Obrysová pera se rozlišují na (1) krycí (tectrices), která kryjí hlavu, krk, tělo a nohy, a vytvářejí tělní obrys ptáka, (2) letky (remiges), což jsou dlouhá pera křídel a (3) rýdovací[zdroj?] pera (rectrices), narůstající vějířovitě v místě ocasu.
Letky se rozlišují podle místa přirůstání na letky ruční (primární), loketní (sekundární) a případně i ramenní (terciární). Počet a tvar jednotlivých typů letek je důležitým taxonomickým znakem. Krycí pera překrývající bázi letek a rýdovacích per se nazývají krovky. Skupina per upínající se k jedinému článku 1. prstu se nazývá křidélko (alula); uplatňuje se za letu při manévrování a přistávání.
Tuhá krycí pera, která vyrůstají z kostrče, se nazývají pera rýdovací. Mají funkci kormidla a tvoří ocas ptáka. Shora překrývají rýdovací pera vrchní ocasní krovky, zespoda je podepírají spodní ocasní krovky.

### Vrstva prachového peří
Druhým typem ptačích per jsou pera prachová (plumae), jež u dospělých ptáků leží pod obrysovými a významně se podílejí na tepelné izolaci. Mají krátký stvol a jejich větve netvoří prapor. Paprsky jsou zkrácené a nenesou háčky. U prachového peří mláďat vycházejí větve přímo z báze pera.
Rozlišuje se několik druhů prachových per. Prachovitá pera (semiplumae) mají zřetelný stvol, ale prapor není soudržný, větve se nespojují a paprsky chybí. Vyskytuje se např. při bázi zobáku; u hrabavých ptáků vyrůstá na nažinách. Tak zvaný drobivý prach tvoří pera pudrovitá (pennae pulveriformes) s brkem a dlouhými postranními vlákny, která na distálním konci uvolňují drobné částice („prach“) udržující peří v dobrém stavu a zamezující jeho vlhnutí (např. papoušci, volavky). Štětinovitá pera (vibrissae, setae) mají hmatovou funkci a vyrůstají nejčastěji kolem zobáku (např. u lelků, rorýsů, vlaštovek). Vlasová pera (filoplumae) s tenkým ostnem a koncovým praporem se nacházejí mezi krycím peřím. Štětečkovitá pera (pennae penicilliformes) stavbou připomíná prachové peří. Z krátkého brku vyrůstá štěteček tvořený větvemi s nezaklesnutými háčky nebo bez nich. Nacházejí se v okolí kloaky a kolem vyústění kostrční žlázy.

## Přepeřování
Přepeřování je proces, při kterém vypadává staré peří a místo něj narůstají nová pera. Výměna peří je řízena hormonálně a periodicky se opakuje. Když výměně podléhají všechna pera, mluvíme o přepeřováním úplném, mění-li se peří jen na některých částech těla, jedná se o přepeřování částečné.
Přepeřování znamená pro ptáka oslabení a stres, při ztrátě většího množství letek také dočasnou ztrátu schopnosti létat.
Pro individuální vývoj peří je významný také obsah kyslíku v atmosféře a respirační výkonnost jednotlivých ptačích jedinců.

## Barva peří
Zbarvení peří je dáno jednak přítomností pigmentů v epidermálních buňkách per, jednak fyzikálně optickými jevy (lomem světla) na mikrostrukturách paprsků a větví (tzv. strukturální zbarvení) a kombinací obou. Nejčastějšími pigmenty jsou melaniny (černé, hnědé, tmavožluté), lipochromy či karotenoidy (žluté, červené), vzácnější jsou porfyriny (zelené, růžové). Strukturální barvy jsou bílá (úplný odraz) a různé tóny modré, často s kovovým leskem. Řada odstínů se dosahuje souhrou melaninů a strukturálních barev. Barva peří je také ovlivňována hormony, dietou, věkem, fyzikálním poškozením, nemocemi a částečně i vodou.

## Zkamenělé peří
Ve fosilním záznamu bývá objevováno peří v podobě otisků v jemnozrnném sedimentu nebo jako uchovaná struktura v jantaru. Výzkumy ukázaly, že se ve fosilním peří z období druhohorní éry mohou dochovat dokonce i původní aminokyseliny. V současnosti jsou dobře zachované exempláře fosilních per zkoumány a na jejich základě lze identifikovat i přibližné odstíny barev jejich původců. Probíhají také experimenty s cílem zjistit, jak se peří v průběhu života ptáků mění a jak se po smrti jedince postupně rozpadá. To může mít významné důsledky pro pochopení kvality a kvantity fosilního opeření u dinosaurů a praptáků.